# Сулістровічкі
Сулістровічкі (пол. Sulistrowiczki, нім. Klein Silsterwitz) — село в Польщі, у гміні Собутка Вроцлавського повіту Нижньосілезького воєводства.
Населення — 162 особи (2011).

## Демографія
Демографічна структура станом на 31 березня 2011 року:
|          | Загалом | Допрацездатний вік | Працездатний вік | Постпрацездатний вік |
| -------- | ------- | ------------------ | ---------------- | -------------------- |
| Чоловіки | 81      | 12                 | 61               | 8                    |
| Жінки    | 81      | 9                  | 45               | 27                   |
| Разом    | 162     | 21                 | 106              | 35                   |